# Szilágyi Sándor (játékvezető)
Szilágyi Sándor (Debrecen, 1950. július 5.) magyar nemzetközi labdarúgó-játékvezető. Polgári foglalkozása: cégvezető, sportvezető.

## Pályafutása

### Labdarúgóként
Debrecenben nevelkedett, már hatéves korában igazolt labdarúgó volt a Debreceni Építőkben, majd a Debreceni Volánban fejezte be pályafutását. A legmagasabb osztály, melyben játszhatott, az NB. II. volt, akkor a Debreceni Honvéd Bocskai SE-ben szerepelt. Pályafutása azonban egy sérülés miatt korán befejeződött, és ezután játékvezető lett.

### Labdarúgó-játékvezetőként

#### Nemzeti játékvezetés
1983-ban lett a legmagasabb labdarúgó bajnokságnak, az NB. I-nek játékvezetője. Még ebben az évben debütált, a Nyíregyháza–MTK (0:1) bajnoki találkozón. Az aktív nemzeti játékvezetői pályafutástól 1993-ban, a Csepel–Sopron (3:1) bajnoki mérkőzés szolgálatával búcsúzott.
Több nemzetek közötti válogatott- és klubmérkőzésen segítette partbíróként működő társát. Partjelzőként 40 nemzetközi mérkőzésen működött. Szerepelt az 1992-es labdarúgó-Európa-bajnokságon, aztán asszisztálhatott Puhl Sándornak, a Juventus–Borussia Dortmund Bajnokok Ligája-döntőn is. Első ligás mérkőzéseinek száma: 80

#### Nemzetközi játékvezetés
A Nemzetközi Labdarúgó-szövetség (FIFA) Játékvezető Bizottsága (JB) felszólította tagszövetségeit, hogy hozzanak létre önálló partbírói keretet. Az Európai Labdarúgó-szövetség (UEFA) JB az európai tagszövetségeknek ajánlotta, hogy hozzanak létre partbírói keretet, melynek Magyarországon Szilágyi Sándor lett az első tagja.

##### Európa-bajnokság
Svédországban rendezték a IX., az 1992-es labdarúgó-Európa-bajnokság záró szakaszát, ahol a Franciaország–Anglia (0:0) csoportmérkőzést vezető Puhl Sándor – asszisztensei: Szilágyi Sándor és Varga László – negyedik játékvezető Varga Sándor lehetett.

## Sportvezetői pályafutása
2002-ben Szima Gábor lett a DVSC többségi tulajdonosa, aki megkereste, hogy egyen a DVSC cégvezetője. Kinevezését követően eredményesen irányítja Debrecenben, a DVSC-TEVA NB. I-es labdarúgó csapatot. Szilágyi is remek kapcsolatokat ápol az MLSZ vezérkarával. Elvégre dr. Bozóky Imre MLSZ-elnökkel és Puhl Sándor alelnökkel együtt fújta a sípot annak idején az élvonalban. A csapat szép sikere, hogy 2009-ben bejutott a Bajnokcsapatok Ligája torna főtáblájára.

## Sikerei, díjai
Erwin Koeman, a magyar válogatott szövetségi kapitánya és az MLSZ elnöke, Kisteleki István adta át a több, mint tíz kategória győztesének járó elismeréseket. A 2008 évad sportszervezeti vezetője (Minarik Ede-díj): Szilágyi Sándor (DVSC-TEVA).

## Külső hivatkozások
- http://www.origo.hu/sport/magyarfoci/20020108makray.html
- https://web.archive.org/web/20090713032033/http://kesport.hu/2009/06/25/fair-play-dij-az-u-19-eseknek/
- https://web.archive.org/web/20090330140303/http://www.dvsc.hu/lapok/cegvezetes_hu_d.aspx?id=1
- http://www.weltfussball.de/schiedsrichter/em-1992-in-schweden/2/